# Rajd Australii 1992
Rajd Australii 1992 (5. Telecom Rally Australia) – 5 Rajd Australii rozgrywany w Australii w dniach 19-22 września. Była to dziesiąta runda Rajdowych Mistrzostw Świata w roku 1992. Rajd został rozegrany na nawierzchni szutrowej. Bazą rajdu było miasto Perth.

## Wyniki końcowe rajdu[1]
| Msc. | Kierowca       | Pilot                | Samochód                  | Czas    | Strata | Grupa | Punkty |
| ---- | -------------- | -------------------- | ------------------------- | ------- | ------ | ----- | ------ |
| 1    | Didier Auriol  | Bernard Occelli      | Lancia Delta HF Integrale | 5:13.12 | 0.0    | A8    | 20     |
| 2.   | Juha Kankkunen | Juha Piironen        | Lancia Delta HF Integrale | 5:14.53 | +1.41  | A8    | 15     |
| 3.   | Carlos Sainz   | Luis Moya            | Toyota Celica Turbo 4WD   | 5:15.16 | +2.04  | A8    | 12     |
| 4.   | Jorge Recalde  | Martin Christie      | Lancia Delta HF Integrale | 5:32.05 | +18.53 | A8    | 10     |
| 5.   | Ross Dunkerton | Fred Gocentas        | Mitsubishi Galant VR-4    | 5:35.15 | +23.03 | A8    | 8      |
| 6.   | Peter Bourne   | Rodger Freeth        | Subaru Legacy RS          | 5:46.52 | +33.40 | A8    | 6      |
| 7.   | Ed Ordynski    | Mark Stacey          | Mitsubishi Galant VR-4    | 5:51.39 | +38.27 | N4    | 4      |
| 8.   | Tolley Challis | Rod van der Straaten | Mitsubishi Galant VR-4    | 5:54.26 | +41.14 | N4    | 3      |
| 9.   | Kiyoshi Inoue  | Yoshimasa Nakahara   | Mitsubishi Galant VR-4    | 5:54.38 | +41.26 | N4    | 2      |
| 10.  | Craig Stallard | Graeme Jesse         | Mitsubishi Galant VR-4    | 6:06.37 | +52.25 | N4    | 1      |

## Klasyfikacja po 10 rundach
Tabele przedstawiają tylko pięć pierwszych miejsc.

### Kierowcy
| Lp. | Kierowca        | Pkt |
| --- | --------------- | --- |
| 1   | Didier Auriol   | 120 |
| 2   | Carlos Sainz    | 104 |
| 3   | Juha Kankkunen  | 92  |
| 4   | Massimo Biasion | 42  |
| 5   | Markku Alén     | 40  |

### Producenci
| Lp. | Producent  | Pkt |
| --- | ---------- | --- |
| 1   | Lancia     | 140 |
| 2   | Toyota     | 108 |
| 3   | Ford       | 70  |
| 4   | Subaru     | 43  |
| 5   | Mitsubishi | 38  |